# Берулава, Александр Лаврентьевич
Александр (Саша) Лаврентьевич Берулава (груз. ალექსანდრე (საშა) ლავრენტის ძე ბერულავა; 11 ноября 1945, Сухуми, Грузинская ССР — 27 сентября 1993, Сухуми, Абхазия) — грузинский журналист, писатель и правозащитник, основатель грузинского телевидения Абхазии, убитый абхазскими ополченцами после взятия ими города 27 сентября 1993 года.

## Биография
Родился 11 ноября 1945 года в Сухуми.
Окончил факультет журналистики Тбилисского государственного университета.
Берулава вступил в легитимный Совет министров и Совет самообороны Абхазской Автономной Республики во время грузино-абхазской войны в 1993 году и занимал должность главы военного пресс-центра.
На основе видеоматериалов, материалов правозащитников и свидетельских показаний этого события Берулава, Габискирия, Шартава, Эшба и другие члены правительства были выведены за пределы здания совета министров. Берулава не видно на видео, хотя, согласно показаниям его друзей, он отказывался сдаваться в плен и всегда держал пулю и гранату Ф1 на случай пленения (он был уже захвачен абхазскими силами в начале конфликта и его пытали в Гудауте).
27 сентября 1993 года вместе с рядом членов и сотрудников Совмина захвачен абхазскими сепаратистами в здании правительства Абхазии и затем расстрелян по дороге из Сухуми в Гудауту.
Президент Грузии Георгий Маргвелашвили наградил Александра Берулава высшим военным орденом Грузии — орденом Вахтанга Горгасали Первой степени за его мужество и героизм в борьбе за защиту Родины и ее территориальной целостности.